# Wayne Radford
Wayne Radford (Indianapolis, 29 maggio 1956 – Indianapolis, 10 gennaio 2021) è stato un cestista statunitense, professionista nella NBA.

## Carriera
Venne selezionato dagli Indiana Pacers al secondo giro del Draft NBA 1978 (27ª scelta assoluta).

## Palmarès
- Campione NCAA (1976)